# Sleepy Labeef
Sleepy Labeef est un chanteur américain de rockabilly, de rock 'n' roll et de country né le 20 juillet 1935 à Smackover dans l'Arkansas et mort le 26 décembre 2019.

## Biographie

### Enfance et jeunesse
Thomas Paulsey Labeef (le nom de famille était à l'origine LaBoeuf) a grandi dans les années 1930 dans une ferme de l'Arkansas. Il était le benjamin de dix enfants et on lui donne très tôt le surnom de sleepy (l'endormi) à cause de son regard particulier. Durant sa jeunesse, il écoute souvent à la radio locale les émissions qui diffusent du boogie hillbilly et du rhythm and blues. Mais c'est à l'Église pentecôtiste locale qu'il commence à chanter et qu'il reconnaît avoir puisé ses plus fortes influences. Il quitte l'école à l'âge de quatorze ans et échange avec son beau-frère sa carabine vingt-deux long rifle contre une guitare. Il se met bientôt à en jouer à l'église durant la messe. À l'âge de 15 ans, il est déjà un guitariste accompli.

### Début de carrière

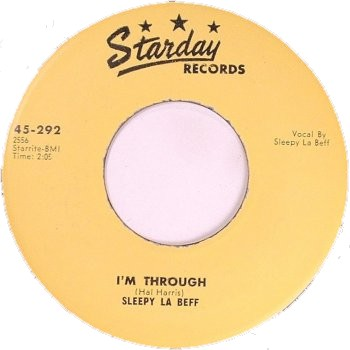
I’m Through (1957).

À dix-huit ans, Sleepy Labeef quitte son Arkansas natal pour s'installer à Houston au Texas où il trouve un emploi comme arpenteur. ll rejoint ensuite un groupe de gospel et commence à se produire dans le pays. En 1956, il enregistre Turn Me Loose pour le label Crescent Records, titre qui sera repris en 1959 par Fabian qui se hissera à la 9e place dans le hit parade américain.

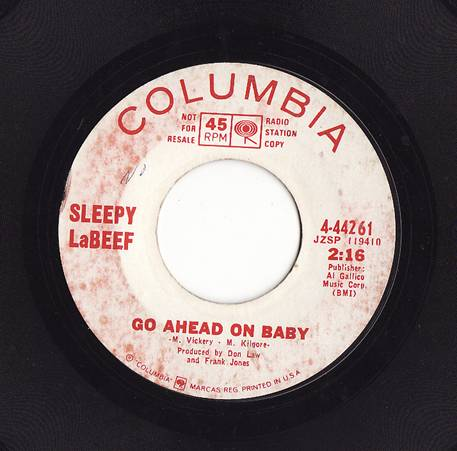
Go Ahead on Baby par Sleepy LaBeef, Columbia début 1960.

Il commence à chanter pour Columbia Records dans la région en duo avec sa première femme ou dans divers quartettes. Au cours d'un de ses concerts, il rencontre Elvis Presley, à qui il prête d'ailleurs sa guitare.
Durant plusieurs années, Sleepy tourne dans la région de Houston, enregistrant plusieurs disques de reprises des tubes du moment pour divers petits labels. Puis en 1964, Columbia Records le contacte pour enregistrer un album et il déménage peu après à Nashville. En 1968, Sleepy signe avec Shelby Singleton qui vient de racheter à Sam Phillips le catalogue Sun Records. Son plus grand succès Every Day culmine à la 73e place dans le palmarès country du Billboard. Il tourne aussi pour le cinéma où il apparaît dans un film d'horreur, The Exotic Ones. En 1969, il enregistre pour Plantation Records et connaît un autre succès Farmer Blackland qui se place à la 67e place dans les charts country. Dans les années soixante-dix, Sleepy LeBeef continue de sortir des albums pour Sun Records et commence à entamer des tournées en Europe et en Amérique. Depuis cette date, Sleepy Labeef passe sa vie sur la route, de concert en concert, accompagné par sa femme Linda, son fils Harmony Paul et les trois musiciens de son groupe.

### Le renouveau du rockabilly relance sa carrière

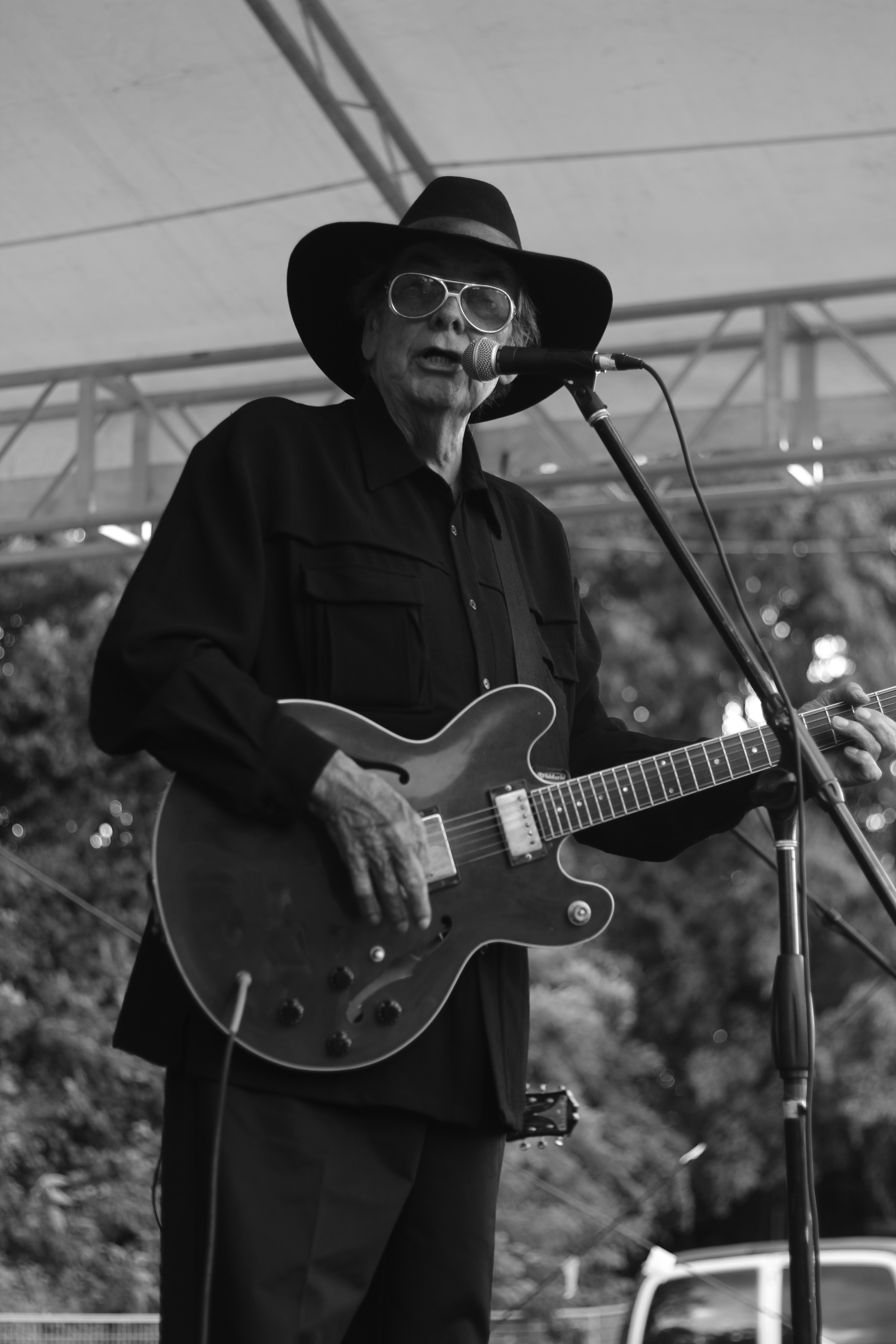
Sleepy LaBeef en 2015.

Vers la fin des années 1970, la reconnaissance arrive enfin, mais de manière tardive : il joue à New York et est invité en Angleterre, au prestigieux festival de country à Wembley. Pourtant, même si la carrière de Sleepy Labeef n'a jamais réellement décollée, il reste un des plus grands chanteurs de rockabilly, avec son côté simple et tranquille qui le caractérise. Comme il le dit lui-même : « Quand j'ai commencé dans le métier, je ne savais même pas que ça pouvait me rapporter un centime. Et je pense que je continuerais demain, même s'il n'y avait pas d'argent à se faire. C'est ma façon de vivre ».

## Discographie
Année, titre, label
- 1957 I’m Through / All Alone, Starday Records
- 1957 	I’m Through / All Alone, Starday-Mercury Records
- 1957 	All The Time / Lonely, Starday-Mercury Records
- 1958 Ballad Of A Teenage Queen / Eskimo Pie, Dixie Records
- 1958 	Oh, Oh, I’m Falling In Love Again / One week Later, Dixie Records
- 1960 Found Out / Can’t Get You Out Of My Mind, Gulf Records Records
- 1961 Turn Me Loose / Ridin’ Fence, Crescent Records
- 1962 Ride On Josephine / Walkin’ Slowly, Wayside Records
- 1963 Tore Up / Lonely, Wayside Records
- 1963 	Drink Up And Go Home / Teardrops On A Rose, Finn Records
- 1963 	Ride On Josephine / Lonely, Picture Records
- 1965 You Can’t Catch Me / Everybody’s Got To Have Somebody, Columbia Records
- 1966 A Man In My Position / Drinking Again, Columbia Records
- 1966 	I’m Too Broke / I Feel A Lot More Like I Do Now, Columbia Records
- 1961 	Ballad Of A Teenage Queen / The Ways Of A Woman In Love, Columbia Records
- 1969 Blackland Farmer / ?, Columbia Records

- Baby, Let’s Play House
- Don’t Make Me Go
- Somebody’s Been Beating My Time
- I Ain’t Gonna Take It
- Little Bit More
- Shame, Shame, Shame

### Albums
- 1974 : The Bull’s Night Out
- 1976 : Western Gold
- 1978 : Rockabilly 1977
- 1978 : Beefy Rockabilly
- 1979 : Early, Rare and Rockin’ Sides
- 1979 : Downhome Rockabilly (Sun Records)
- 1979 : Downhome Rockabilly (Charley Records)
- 1979 : Rockabilly Heavyweight (avec Dave Travis)
- 1979 : Sleepy LaBeef and Friends (Ace Records)
- 1979 : Sleepy LaBeef and Friends (Ace-Chiswick Records)
- 1977 : Rockabilly (Sun Record Company)
- 1980 : Early, Rare and Rockin’ Sides (re-release)
- 1980 : Downhome Rockabilly (re-release)
- 1981 : It Ain’t What You Eat (Rounder Records)
- 1981 : Beefy Rockabilly (Oxford Records)
- 1982 : Electricity (Rounder Records)
- 1987 : Nothin' But The Truth (Rounder Records)
- 1992 : Nothin’ But The Truth (Rounder Records)
- 1994 : Strange Things Happen
- 1994 : Rockabilly Fiesta (+ Sonny Fisher) (Gee-Dee Records)
- 1995 : The Human Jukebox (Rounder Records)
- 1996 : I’ll Never Lay My Guitar Down (Rounder Records)
- 1996 : Larger Than Life (6 CD-Box, compilation)
- 1997 : A Rockin’ Decade
- 1999 : Flyin’ Saucer Rock’n’Roll: The Very Best Of Sleepy LaBeef
- 1999 : The Bulls’s Ride Out & Western Gold
- 2000 : Tomorrow Never Comes
- 2001 : Rockabilly Blues
- 2001 : Road Warrior
- 2003 : Johnny's Blues: A Tribute To Johnny Cash (Northern Blues)
- 2008 : Roots
- 2008 : Sleepy Rocks (Bear Family anthology)